# Hälsokost

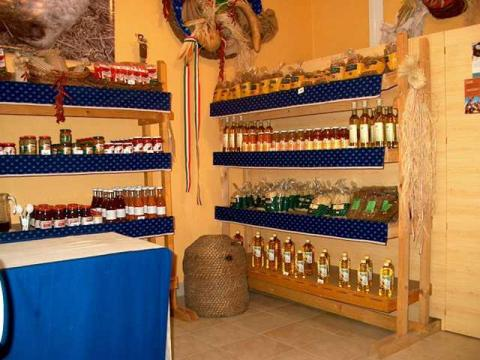
En hälsokostbutik i Ungern

Hälsokost, hälsomat, är livsmedel som anses vara hälsobefrämjande.  Det finns dock strikta regler för vad man får påstå i marknadsföringen kring dessa livsmedel. Hälsokost ska inte förväxlas med naturläkemedel.
Enligt boken "Hälsosam livsstil och det goda livet" finns ett vetenskapligt visat samband mellan matvanorna och högt blodtryck, höga blodfetter, övervikt, bukfetma, typ 2-diabetes, hjärt-kärlsjukdomar, som hjärtinfarkt och stroke, liksom demens och många vanliga cancerformer. 
Exempel på böcker som skrivits om mat och kost som påverkar hälsan på ett positivt sätt är "Matrevolutionen: ät dig frisk med riktig mat", "100 hemligheter som stärker din hälsa",
"Smart av mat" "Smarta val för ett längre, rikare och friskare liv"Kärnfrisk familj så gör du!" "Hälsosam livsstil och det goda livet"
Exempel på mat som anses vara hälsofrämjande är tomat som innehåller lykopen, ett organisk ämne som ger tomaten dess röda färg. Lykopen är en antioxidant som skyddar kroppens celler och vävnader från skador, därmed bidrar till att minska förekomsten av hjärtsjukdomar och vissa cancerformer.